# 파파로아 국립공원

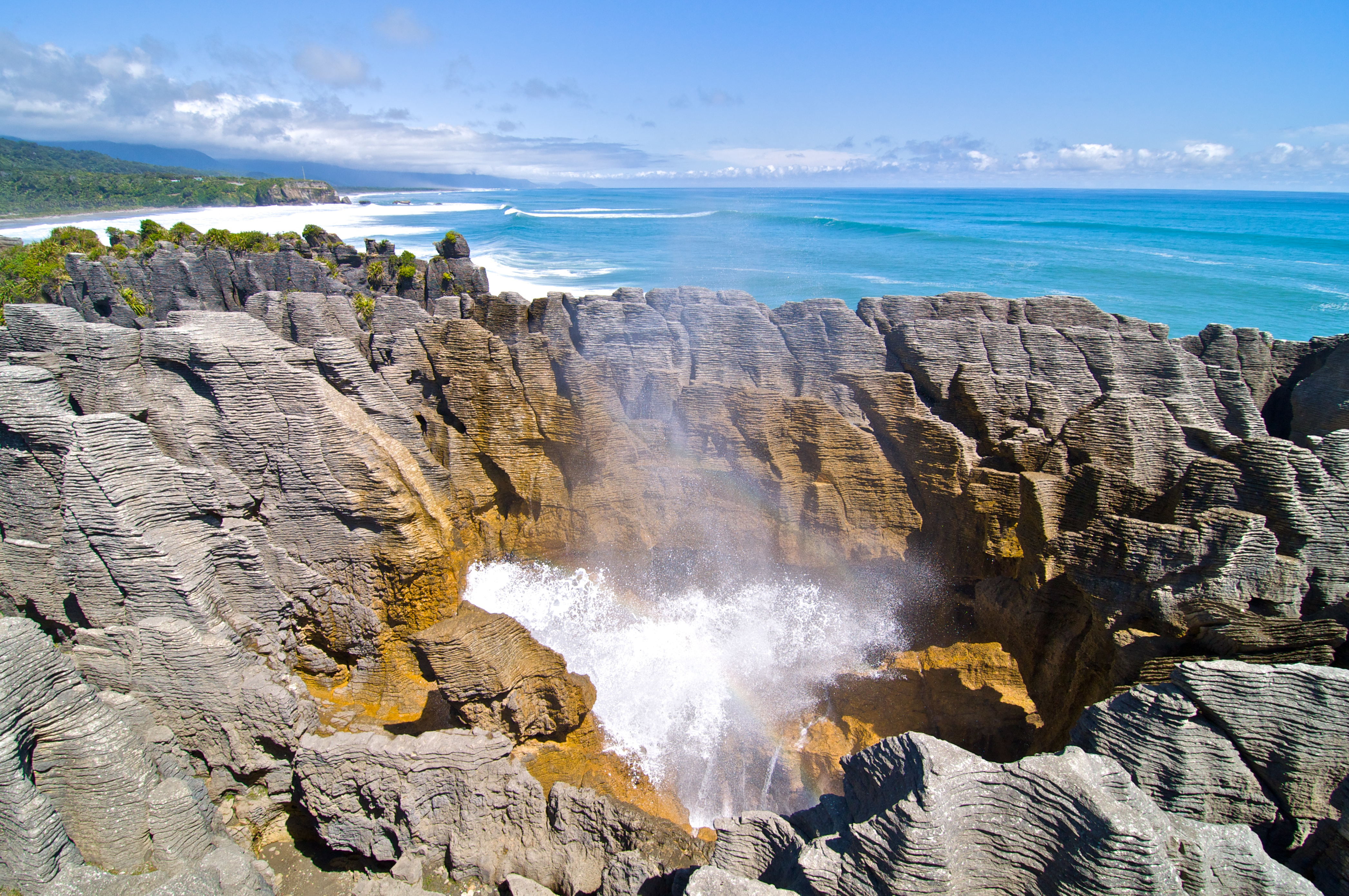
파파로아 국립공원의 유명한 팬케익 바위

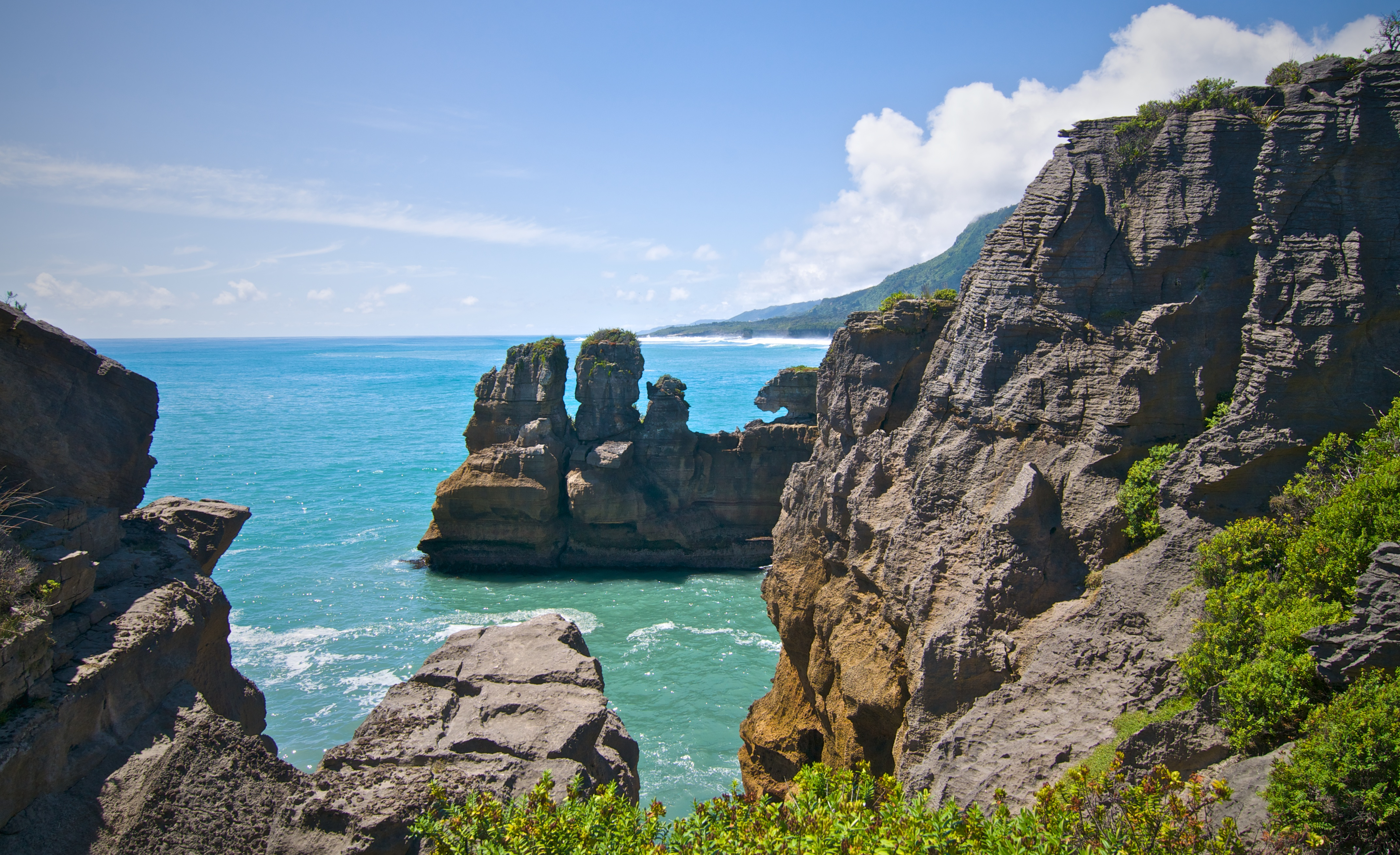
파파로아 국립공원의 유명한 팬케익 바위

파파로아 국립공원(Paparoa National Park)은 뉴질랜드 남섬의 서해안에 있는 국립공원이다.

## 개요
파파로아 국립공원은 1987년에 지정되었으며, 306 km2의 면적을 가지고 있다. 이 공원은 해안선에서 파파로아 산맥의 봉오리까지 범위가 걸친다. 이 공원의 분리된 부분으로는 북쪽과 아나누이 수로에 집중되어 있다. 이 공원은 석회석의 카르스트 지역을 보호하기 위한 것이며, 여러 개의 동굴이 있고, 상업적인 관광 목적지가 되고 있다. 공원의 대부분은 숲지대이며, 다양한 식생을 가지고 있다.
이 공원은 1995년 케이브 크리수 재난이 있었던 곳이며, 절경의 붕괴로 인해 14명의 사람들이 사망했다.
팬케익 바위로 유명한 푸나카이키의 작은 마을이 공원의 가장자리에 위치한다.

## 같이 보기
- 뉴질랜드의 국립공원
- 푸나카이키